# Karl Amadeus von Savoyen

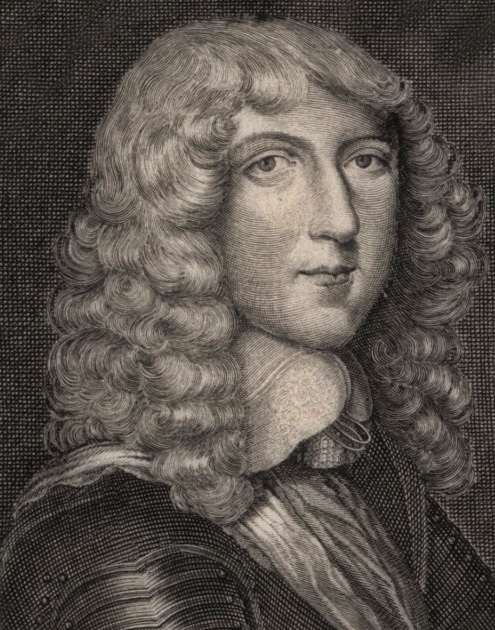
Karl Amadeus von Savoyen

Karl Amadeus von Savoyen (* 12. April 1624 in Paris; † 30. Juli 1652 ebenda), ein Pair von Frankreich aus dem Haus Savoyen, war der Herzog von Nemours, der Herzog von Aumale und der Graf von Genf.
Karl Amadeus von Savoyen, Sohn des Herzogs Henri I. de Savoie-Nemours und dessen Gattin Herzogin von Aumale Anne de Lorraine (1600–1638), hatte drei Brüder – Louis (1615–1641), François Paul (1619–1627) und Henri (1625–1659).
Am 11. Juli 1643 heiratete Karl Amadeus die Herzogin Élisabeth de Bourbon, eine Enkelin des französischen Königs Heinrich IV. Das Paar bekam fünf Kinder:
- Maria Johanna von Savoyen (1644–1724),
- Maria Francisca Elisabeth von Savoyen (1646–1683),
- Joseph (1649), François (1650) und Charles-Amédée (1652) starben in ihrem Geburtsjahr.

Karl Amadeus kämpfte in den Kriegen seiner Epoche – sowohl unter dem Herzog von Orléans im Französisch-Spanischen Krieg 1645 bei der Belagerung von Kortrijk als auch während der Fronde 1652 bei Bléneau. Anfang Juli 1652 wurde er während der Fronde in der Pariser Faubourg Saint-Antoine verwundet.
Karl Amadeus wurde von seinem Schwager François im Duell getötet.